# Grégory Cerdan
Pour les articles homonymes, voir Cerdan.
Grégory Cerdan est un footballeur français né le 28 juillet 1982 à Saint-Denis. Il évoluait au poste de défenseur central avant de se reconvertir comme entraîneur. Il est actuellement entraîneur des U-17 du Mans FC.

## Biographie
Lors de la saison 2007-2008, il fait partie du groupe de consultants mis en place par l'entraîneur Rudi Garcia pour seconder le capitaine Romaric.
Il marque son 1er but en L1 de la tête sur un coup franc de Mathieu Coutadeur le 7 décembre 2008 contre le PSG au Parc des Princes. Joueur discret mais véritable pilier de la défense mancelle, il prend le brassard de capitaine lors des matchs amicaux de juillet 2009, à la suite de Frédéric Thomas,. Il est le premier défenseur manceau à porter le brassard depuis le départ de l'emblématique Laurent Bonnart, l'ayant porté pendant 7 saisons. 
Cependant, à quelques jours de la reprise 2009-2010, Paulo Duarte annonce que finalement, la hiérarchie sera respectée et que Cerdan restera second capitaine derrière Thomas.
Lors de la dernière journée de championnat de la saison 2010-2011, face au FC Nantes, il se blesse gravement au genou droit (rupture des ligaments croisés), et son club, Le Mans FC, manque la remontée en Ligue 1. En fin de contrat, il refuse la proposition de ses dirigeants et se retrouve donc sans club en fin d'année 2011.
Le samedi 31 décembre 2011 il effectue un essai à l'En Avant de Guingamp. Le 16 janvier 2012, il signe un contrat de six mois. Il marque son premier but avec le club guingampais, de la hanche, sur un corner de Fatih Atik lors d'une victoire 1-0 face au Stade lavallois. Un an après signé son contrat à l'EAG, à l'occasion d'un déplacement au Havre, il se rompt une nouvelle fois les ligaments croisés, mais cette fois-ci du genou gauche.
Le 19 août 2014, il résilie son contrat à l'amiable avec l'En Avant de Guingamp. 
Et le 9 septembre 2014, Grégory Cerdan signe une licence amateur avec son club formateur et son club de cœur, Le Mans FC, qui évolue en CFA2 pour cette saison 2014/2015, après une remontée de DH et un dépôt de bilan. 
Il dispute son premier match officiel le dimanche 12 octobre 2014 en Coupe de France contre Le Mans Les Glonnières (Victoire 6 - 0 pour Le Mans FC). 
Il remporte la Coupe de France en 2014 .

## Statistiques
| Saison                | Club                  | Championnat           | Championnat | Championnat | Coupe nationale | Coupe nationale | Coupe de la Ligue | Coupe de la Ligue | Total | Total |
| Saison                | Club                  | Division              | M.          | B.          | M.              | B.              | M.                | B.                | M.    | B.    |
| 2003-2004             | Entente SSG (prêt)    | Nat.                  | 29          | 0           | -               | -               | -                 | -                 | 29    | 0     |
| Sous-total            | Sous-total            | Sous-total            | 29          | 0           | -               | -               | -                 | -                 | 29    | 0     |
| 2004-2005             | Le Mans FC            | L2                    | 9           | 0           | -               | -               | 1                 | 0                 | 10    | 0     |
| 2005-2006             | Le Mans FC            | L1                    | 21          | 0           | 1               | 0               | 2                 | 0                 | 24    | 0     |
| 2006-2007             | Le Mans FC            | L1                    | 26          | 0           | -               | -               | 3                 | 0                 | 29    | 0     |
| 2007-2008             | Le Mans FC            | L1                    | 23          | 0           | 2               | 0               | 3                 | 0                 | 28    | 0     |
| 2008-2009             | Le Mans FC            | L1                    | 33          | 3           | 2               | 0               | -                 | -                 | 35    | 3     |
| 2009-2010             | Le Mans FC            | L1                    | 30          | 1           | 1               | 0               | -                 | -                 | 31    | 1     |
| 2010-2011             | Le Mans FC            | L2                    | 38          | 2           | 3               | 0               | 1                 | 0                 | 42    | 2     |
| Sous-total            | Sous-total            | Sous-total            | 180         | 6           | 9               | 0               | 10                | 0                 | 199   | 6     |
| 2011-2012             | EA Guingamp           | L2                    | 13          | 1           | -               | -               | -                 | -                 | 13    | 1     |
| 2012-2013             | EA Guingamp           | L2                    | 15          | 1           | 2               | 0               | -                 | -                 | 17    | 1     |
| 2013-2014             | EA Guingamp           | L1                    | 4           | 0           | 2               | 1               | -                 | -                 | 6     | 1     |
| Sous-total            | Sous-total            | Sous-total            | 32          | 2           | 4               | 1               | -                 | -                 | 36    | 3     |
| Total sur la carrière | Total sur la carrière | Total sur la carrière | 241         | 8           | 13              | 1               | 10                | 0                 | 264   | 9     |